# マーク・ビエントス
マーク・アンソニー・ビエントス（Mark Anthony Vientos, 1999年12月11日 - ）は、 アメリカ合衆国フロリダ州ブロワード郡ペンブロークパインズ出身のプロ野球選手（三塁手）。右投右打。MLBのニューヨーク・メッツ所属。

## 経歴

### プロ入りとメッツ時代
2017年のMLBドラフト2巡目（全体59位）でニューヨーク・メッツから指名され、プロ入り。なお、契約しない場合はマイアミ大学へ進学の予定であった。契約後、傘下のルーキー級ガルフ・コーストリーグ・メッツでプロデビュー。アパラチアンリーグのルーキー級キングスポート・メッツでもプレーし、2球団合計で51試合に出場して打率.262、4本塁打、26打点を記録した。
2018年はルーキー級キングスポートでプレーし、60試合に出場して打率.287、11本塁打、52打点、1盗塁を記録した。
2019年はA級コロンビア・ファイヤーフライズでプレーし、111試合に出場して打率.255、11本塁打、62打点、1盗塁を記録した。
2020年は新型コロナウイルスの影響でマイナーリーグの試合が開催されなかったため、公式戦の出場は無かった。
2021年はAA級ビンガムトン・ランブルポニーズとAAA級シラキュース・メッツでプレーし、2球団合計で83試合に出場して打率.281、25本塁打、63打点を記録した。オフの11月19日にルール・ファイブ・ドラフトでの流出を防ぐために40人枠入りした。
2022年9月10日にメッツとメジャー契約を結んでロースター入りし、その日のマイアミ・マーリンズ戦でメジャーデビューした。

## 選手としての特徴
打撃での持ち味は長打力であり、確実性も年々増してきている。守備での本職は三塁手だが、一塁手と外野手もこなせるため他選手との兼ね合いでそちらがメインとなる可能性があるとも言われている。

## 詳細情報

### 年度別打撃成績
| 年 度    | 球 団    | 試 合 | 打 席 | 打 数 | 得 点 | 安 打 | 二 塁 打 | 三 塁 打 | 本 塁 打 | 塁 打 | 打 点 | 盗 塁 | 盗 塁 死 | 犠 打 | 犠 飛 | 四 球 | 敬 遠 | 死 球 | 三 振 | 併 殺 打 | 打 率 | 出 塁 率 | 長 打 率 | O P S |
| -------- | -------- | ----- | ----- | ----- | ----- | ----- | -------- | -------- | -------- | ----- | ----- | ----- | -------- | ----- | ----- | ----- | ----- | ----- | ----- | -------- | ----- | -------- | -------- | ----- |
| 2022     | NYM      | 16    | 41    | 36    | 3     | 6     | 1        | 0        | 1        | 10    | 3     | 0     | 0        | 0     | 0     | 5     | 0     | 0     | 12    | 1        | .167  | .268     | .278     | .546  |
| 2023     | NYM      | 65    | 233   | 218   | 19    | 46    | 5        | 1        | 9        | 80    | 22    | 1     | 0        | 0     | 2     | 10    | 0     | 3     | 71    | 5        | .211  | .253     | .367     | .620  |
| 2024     | NYM      | 111   | 454   | 413   | 58    | 110   | 22       | 0        | 27       | 213   | 71    | 0     | 0        | 0     | 5     | 33    | 0     | 3     | 135   | 6        | .266  | .322     | .516     | .838  |
| MLB：3年 | MLB：3年 | 192   | 728   | 667   | 80    | 162   | 28       | 1        | 37       | 303   | 96    | 1     | 0        | 0     | 7     | 48    | 0     | 6     | 218   | 12       | .243  | .297     | .454     | .751  |

- 2024年度シーズン終了時

### 年度別守備成績
| 年 度 | 球 団 | 一塁（1B） | 一塁（1B） | 一塁（1B） | 一塁（1B） | 一塁（1B） | 一塁（1B） | 三塁（3B） | 三塁（3B） | 三塁（3B） | 三塁（3B） | 三塁（3B） | 三塁（3B） |
| 年 度 | 球 団 | 試 合      | 刺 殺      | 補 殺      | 失 策      | 併 殺      | 守 備 率   | 試 合      | 刺 殺      | 補 殺      | 失 策      | 併 殺      | 守 備 率   |
| ----- | ----- | ---------- | ---------- | ---------- | ---------- | ---------- | ---------- | ---------- | ---------- | ---------- | ---------- | ---------- | ---------- |
| 2022  | NYM   | -          | -          | -          | -          | -          | -          | 2          | 0          | 2          | 0          | 1          | 1.000      |
| 2023  | NYM   | 10         | 49         | 5          | 1          | 9          | .982       | 19         | 9          | 32         | 3          | 2          | .932       |
| 2024  | NYM   | 4          | 18         | 1          | 0          | 1          | 1.000      | 108        | 61         | 179        | 5          | 15         | .980       |
| MLB   | MLB   | 14         | 67         | 6          | 1          | 10         | .986       | 129        | 70         | 213        | 8          | 18         | .973       |

- 2024年度シーズン終了時

### 背番号
- 27（2022年 - ）